# 瑞典世界文化博物館群管理局
瑞典世界文化博物馆群管理局是位于哥德堡的瑞典政府机构，隶属于瑞典文化部，成立於1999年，主要負責瑞典的世界文化展出工作。
管理局管理四家博物館，即哥德堡的世界文化博物館、斯德哥爾摩的民族博物館、地中海博物館、東方博物館。